# Nuevo Santiago (Piura)
Nuevo Santiago es una localidad peruana ubicada en el distrito de Suyo, perteneciente a la provincia de Ayabaca del departamento de Piura, al norte del Perú. 

## Ubicación
Nuevo Santiago se ubica al noroeste de la provincia de Ayabaca, en el distrito de Suyo, en el departamento de Piura.

## Demografía
En 2017 Nuevo Santiago tenía una población de 50 habitantes.